# Wilhelm Wilkens
Wilhelm »Willie« Wilkens, švedski veslač, * 6. oktober 1893, † 11. marec 1967.
Wilkens je bil krmar švedskega četverca s krmarjem široke gradnje, ki je na Poletnih olimpijskih igrah 1912 v Stockholmu osvojil srebrno medaljo. Na istih igrah je bil tudi krmar švedskega osmerca, ki je bil izločen v četrtfinalu. 